# Vicia woroschilovii
Vicia woroschilovii är en ärtväxtart som beskrevs av N.S. Pavlova. Vicia woroschilovii ingår i släktet vickrar, och familjen ärtväxter. Inga underarter finns listade i Catalogue of Life.